# Адриан (граф на Орлеан)
Вижте пояснителната страница за други личности с името Адриан.
Адриан (на латински: Adrianus, Adrian, Hadrian; † пр. 821 или 822) от род Геролдони, е до 821/822 г. франкски граф на Орлеан.

## Произход
Той е син на граф Геролд от Винцгау († сл. 784) от род Удалрихинги. Сестра му Хилдегард е омъжена за Карл Велики, (Каролинги) и е майка на Лудвиг Благочестиви. Брат е на Ербио († сл. 808).
Според някои източници Адриан е син на Геролд Млади.

## Фамилия
Адриан е женен за Валдрат (Валдрада; † сл. 824), която вероятно е дъщеря на Ерфолд и Валдрат и вероятно сестра на Вилхелм от Гелон от род Гвидони. Техните деца са:
- Вилтруд Орлеанска (или Валдрада); ∞ Рутперт III или Роберт III, граф в Оберрайнгау и Вормсгау (Робертини) – родители на крал Робер Силни, баба на кралете Робер I и Одо
- Одо (X 834), други смятат, че Одо е син на Ербио